# Le Chat qui vient de l'espace
Pour plus de détails, voir Fiche technique et Distribution.
Le Chat qui vient de l'espace (The Cat from Outer Space) est un film américain réalisé par Norman Tokar et  sorti en 1978.
Le film évoque un extraterrestre, ressemblant à un chat, contraint de se poser sur la Terre à la suite de problèmes techniques. Ayant atterri près d'un camp militaire, le vaisseau est confisqué par l'armée, qui demande la collaboration de la meilleure institution scientifique afin de déterminer d'où vient cet engin et qui le conduisait.

## Synopsis
Contraint de se poser sur la Terre à la suite de problèmes techniques, l'extraterrestre « Zunar J5 slash 9 doric 47 » n'a que 48 heures pour réparer son vaisseau spatial sous peine de rester sur Terre à tout jamais. Cet extraterrestre, qui s'avère être un chat, est doté d'un collier qui lui confère des pouvoirs télépathiques (transmission de pensée), ce qui lui permet de parler aux humains sans pour autant remuer les lèvres.
Ayant atterri près d'un camp militaire, le vaisseau est immédiatement confisqué par l'armée dirigée par le Général Stilton. Celui-ci demande la collaboration de la meilleure institution scientifique afin de déterminer d'où vient cet engin et qui le conduisait. Le chat y voit l'occasion de dénicher le scientifique le plus doué afin de l'aider à réparer son vaisseau spatial. Il choisit Frank Wilson, scientifique aux théories un peu fantaisistes et peu considéré par ses supérieurs.
Le chat, rebaptisé Jake, aidé de Frank et de ses amis, arrivera-t-il à réparer son vaisseau à temps alors qu'il est traqué par les militaires, les scientifiques et même les espions industriels en voulant à son collier ?

## Fiche technique
- Titre original : The Cat from Outer Space
- Titre français : Le chat qui vient de l'espace
- Réalisation : Norman Tokar, Gene Sultan (assistant), William Carroll (second assistant), Arthur J. Vitarelli (seconde équipe)
- Scénario : Ted Key
- Effets spéciaux d'animation : Eustace Lycett, Art Cruickshank, Danny Lee
- Effets spéciaux visuels : Hans Metz (supervision), Gary D'Amico, Mike Edmonson, Allen Hurd, Mike Reedy
- Artiste matte : Peter Ellenshaw
- Musique : Lalo Schifrin
- Orchestration : Jack Hayes
- Son : Herb Taylor (supervision), Bud Maffett (mixeur)
- Photographie : Charles F. Wheeler, Rexford Metz (seconde équipe)
- Décors : Norman Rockett, Eric A. Hulett (installation)
- Montage : Cotton Warburton (image), Ben F. Hendricks (son), Evelyn Kennedy (musique), George Frederick (son)
- Direction artistique : E. Preston Ames et John B. Mansbridge
- Costumes : Chuck Keehne et Emily Sundby
- Maquillage : Robert J. Schiffer
- Coiffure : Lola Kemp
- Dressage animalier : Rudy Crowl, Don Spinney
- Cascades : Richard Warlock (coordination)
- Cascadeurs : Jack Verbois, Reg Parton, Bob Harris, Carey Loftin, Walter Robles, Fred Dale, Rom Steele, Gerald Brutsche, Julie Ann Johnson
- Pilotes : Frank Tallman, Gavin Jlaes, Gary Bertz, Frank Pine, Tom Friedkin, Ross Reynolds
- Maître de propriété : Bob McLing (assistant)
- Production : Ron Miller, Norman Tokar et Jan Williams (associé), John Bloss (responsable de production), Christopher Seiter (responsable d'équipe)
- Société de production : Walt Disney Productions
- Pays de production :  États-Unis
- Langue : Anglais
- Format : Couleurs - 1,66:1 - Mono - 35 mm
- Genre : Comédie et science-fiction
- Durée : 104 minutes
- Date de sortie :
  - États-Unis : 9 juin 1978
  - France : 7 février 1979

Sauf mention contraire, les informations proviennent des sources concordantes suivantes : Leonard Maltin, Mark Arnold et IMDb

## Distribution
- Ken Berry (VF : Roland Ménard) : le docteur Franklin 'Frank' Wilson
- Sandy Duncan (VF : Jocelyne Darche) : le docteur Elizabeth 'Liz' Bartlett
- Harry Morgan (VF : Henri Virlogeux) : le général Stilton
- Roddy McDowall (VF : Bernard Tiphaine) : M. Stallwood
- McLean Stevenson (VF : Jacques Balutin) : le docteur Norman Link
- Jesse White (VF : Claude Bertrand) : Earnest Ernie
- Alan Young (VF : Philippe Mareuil) : Wenger, le vétérinaire
- Hans Conried (VF : Louis Arbessier) : le docteur Heffel
- Ronnie Schell (VF : Roger Carel) : le sergent Duffy / la voix du chat
- James Hampton (VF : Richard Leblond) : le capitaine Anderson
- Howard Platt (en) (VF : Jean-Claude Michel) : le colonel Woodruff
- William Prince (VF : Jean Michaud) : M. Charlie Olympus
- Ralph Manza (en) : Weasel
- Tom Pedi (VF : Henry Djanik) : Honest Harry
- Hank Jones : un officier
- Rick Hurst : garde de Dydee
- John Alderson : M. Smith
- Tiger Joe Marsh : Joe
- Arnold Soboloff : responsable de la NASA
- Merl Carter : premier soldat
- Dallas McKennon : fermier
- Alices Backes : fermière
- Henry Slate : homme sandwich
- Roger Pancake : Red
- Roger Price : premier expert de l'ERL
- Jerry Fujikawa : second expert de l'ERL
- Jim Begg : chauffeur de Dydee
- Pete Renaday : huissier
- Rick Sorensen : technicien
- Tom Jackman : ingénieur militaire
- Fred L. Whalen (VF : Med Hondo) : Sarasota Slim
- Joe Medalis : le cocu
- Gil Stratton : premier scientifique de la NASA
- Jana Milo : second scientifique de la NASA
- Sorrell Booke (VF : Jacques Dynam) : le juge
- Jackson Bostwick : voix
- Ronnie Schell : voix du chat (non crédité)[4]
- le Chat Zunar Jake (1974-1991)

Sauf mention contraire, les informations proviennent des sources concordantes suivantes : Leonard Maltin, Mark Arnold et IMDb

## Sorties cinéma
Sauf mention contraire, les informations suivantes sont issues de l'IMDB.
- États-Unis : 9 juin 1978[2]
  - région de New York : 30 juin 1978[5],[6],[7]
  - nationale : à partir du 10 juillet 1978[8]
- Allemagne de l'Ouest : 5 octobre 1978
- Royaume-Uni : 22 octobre 1978
- France : 7 février 1979
- Suède : 17 février 1979
- Espagne : 16 avril 1979
- Finlande : 27 avril 1979
- Brésil : 1980
- Portugal : 12 février 1980
- Uruguay : 29 juin 1980 (Montevideo)
- Danemark : 22 août 1980
- Colombie : 27 mai 1981

## Distinctions
- Nomination au Saturn Award du meilleur film de science-fiction, par l'Académie des films de science-fiction, fantastique et horreur

## Origine et production
L'histoire du film a été écrite par Ted Key qui a aussi écrit La Cane aux œufs d'or (1972) adapté par le studio Disney et la série Adèle (Hazel, 1961-1966).
L'idée de départ, à savoir une soucoupe extra-terrestre qui s'écrase sur Terre et dont les occupants doivent réparer en vitesse leur engin pour pouvoir repartir, est la même que dans Le Météore de la nuit (It Came from Outer Space), réalisé par Jack Arnold en 1953. Le titre original du Chat qui vient de l'espace est un clin d'œil à celui du Météore de la nuit.
Les deux acteurs Harry Morgan et McLean Stevenson ont tous les deux participé à la série MASH mais pas durant la même période. Alan Young participe à son premier film pour Disney mais c'est sa voix qu'il donnera dans les autres productions, dont celle d'Ebenezer Scrooge dans Le Noël de Mickey (1983) et ensuite à plusieurs reprises l'Oncle Picsou. L'acteur Ronnie Schell n'est pas crédité pour la voix du chat mais était une vedette de la série Gomer Pyle, U.S.M.C. (en) (1964-1969),. Schell est toutefois doublé par un autre acteur pour le personnage du sergent Duffy. Le studio a sélectionné la race de race Abyssin en raison de leur apparence plus étrange, extraterrestre. Le chat est doublé en version française par Roger Carel.
Le tournage du film a débuté le 16 mai 1977 aux Walt Disney Studios Burbank. Au sein des studios, il a pris part dans un des plateaux mais aussi dans le Roy O. Disney Building, qui avait ouvert en 1976
Le tournage s'est aussi déroulé dans un hangar de l'Aéroport de Burbank et dans une base militaire recréée au Disney's Golden Oak Ranch et à Newhall, en Californie.

## Sortie
La sortie du film est prévue pour l'été 1979 mais plusieurs dates cohabitent. IMDb indique une sortie le 9 juin 1978, l'archiviste officiel de Disney Dave Smith donne le 30 juin 1978 tout comme l'AFI. Mais la date du 30 juin 1978 semble la plus probable avec une première sortie locale confirmée par le New York Daily News dans la région de New York tandis que la Berkeley Gazette évoque une sortie nationale à partie du 10 juillet 1978. La presse locale évoque comme c'est souvent le cas aux États-Unis des dates de sorties locales différentes :
- 12 juillet 1978 à Salem dans l'Oregon[13] et à Los Angeles[7]
- 14 juillet 1978 à Muncie dans l'Indiana[14]
- 19 juillet 1978 à Boston au Massachusetts[15]
- 28 juillet 1978 dans le Wisconsin[16]
- 4 août 1978 à Charlotte en Caroline du Nord[17] et à Albuquerque au Nouveau-Mexique jusqu'au 31 août[18]

Une adaptation en comic strip a été publiée à partir du 5 mars 1978 dans plusieurs quotidiens américains dans la collection Walt Disney's Treasury of Classic Tales par King Features Syndicate. Elle est regroupée en bande dessinée en septembre 1978 dans le magazine Walt Disney Showcase. Sorti moins d'un an après Rencontres du troisième type (1977), les affiches françaises du film avaient pour accroche C'est une rencontre d'un drôle de type.

## Accueil
Tom Buckley du New York Times écrit : « Les pérégrinations commencent de manière assez amusante, mais ont tendance à devenir lassantes et prévisibles bien avant la fin du film. Toutefois, Le Chat qui vient de l'espace permet de l'amuser les moins de 14 ans au moins s'il est accompagné de beaucoup de pop-corn. ». Le magazine Variety écrit que « comme d'habitude dans les films Disney, l'humour vient de gags bien visibles distribués durant tout le film. Aussi comme d'habitude il y a une solide distribution d'acteurs vétérans dont le talent ne peut subir aucune reproche, le tout habilement mis en scène par le réalisateur Norman Tokar. La scène finale aérienne est particulièrement bonne ». Linda Gross du Los Angeles Times décrit le film comme « un billet réussi pour tout public mais avec une heure et 43 minutes, cette sortie familiale est trop longue, en particulier la situation périlleuse impliquant le transfert en plein air de Duncan et son chat d'un hélicoptère sans pilote vers un avion ». Linda Gross salue les prises de vues aériennes de Charles F. Wheeler et la musique de Lalo Schifrin. Elle indique que Ted Key, scénariste et dessinateur a réussi à mélanger le voyage dans le temps, l'énergie primaire et la magie Disney. Judith Martin (en) du  Washington Post écrit que « ce n'est pas exactement une substance inspirante mais c'est assez inoffensif à moins que l'enfant s'attende à ce que vous vous asseyiez avec lui tout le long ». Martyn Auty (en) du Monthly Film Bulletin déclare « Visiblement destiné au segment junior du marché de la SF, cette Rencontre rapprochée du type à fourrure est un film d'aventure Disney résolument terrestre dans lequel la technologie magique est exploitée pour déjouer les méchants et sauver les héros, humains et félins. Pour tout cela, Le Chat qui vient de l'espace déploie sa supercherie visuelle de manière ingénieuse et avec plus ou moins de révérences pour le récit de la comédie douce amer ». Lou Cedrone du Evening Sun écrit que le film devrait être apprécié par les enfants, car lors d'une séance il a entendu des cries de joies de la part des plus jeunes comme des adultes. Certaines scènes sont plus ennuyantes qu'amusantes mais les enfants les apprécient et c'est ce qu'on attends d'un Disney. Cedrone avertit les fans de Disney que les traditionnelles scènes Disney dans lesquelles des animaux détruisent tout ne sont pas présentes dans ce film. Il précise que comme la direction de Disney l'indique, les temps changent.

## Analyse
Pour Mark Arnold, beaucoup de personnes pensent que la réponse des studios Disney à Star Wars est Le Trou noir (1979) mais en réalité c'est avec Le Chat qui vient de l'espace. Ironiquement le film est très proche d'une autre production à succès de l'époque que le studio a refusé, E.T., l'extra-terrestre (1982).
Ce film fait partie des nombreux films Disney en prises de vues réelles mettant en scène des animaux. Il est possible de citer Quelle vie de chien ! (1959), Compagnon d'aventure (1962), Sam l'intrépide (1963), L'Incroyable Randonnée (1963), L'Espion aux pattes de velours (1965), Quatre Bassets pour un danois (1966), Le Cheval aux sabots d'or (1968), La Cane aux œufs d'or (1971), L'Incroyable Voyage (1993) ou encore L'Incroyable Voyage 2 : À San Francisco (1996).